# دژ استرلینگ
دژ استرلینگ یا قلعهٔ استرلینگ، (به انگلیسی: Stirling Castle)، در استرلینگ، اسکاتلند، یکی از بزرگترین و مهم‌ترین قلعه‌ها، هم از نظر تاریخی و هم معماری، در اسکاتلند است. این قلعه در بالای تپه‌ای؛ پدیدآمده از تخته‌سنگ‌های نفوذی، که بخشی از شکل‌گیری زمین‌شناسی استرلینگ را تشکیل می‌دهد، قرار دارد. این قلعه از سه طرف توسط صخره‌هایی با شیب تند احاطه شده، که موقعیت دفاعی نیرومندی را به‌وجود آورده‌است. جایگاه استراتژیک این قلعه؛ تا آن زمان که امنیت مطرح بود تا دهه‌های ۱۸۹۰، تا دورترین ناحیهٔ عبوری پایین‌دست رودخانه فورث، این دژ را از دیرباز به‌صورت یکی از استحکامات مهم منطقه درآورده‌بود. بسیاری از ساختمان‌های اصلی تاریخی این قلعه در سده‌های پانزدهم و شانزدهم ساخته شده‌اند. چند سازه هم از سدهٔ چهاردهم باقی مانده‌است، در حالی که استحکامات خارجی مشرف به‌شهر در اوایل قرن هجدهم بنا شده‌اند. چند پادشاه و ملکهٔ اسکاتلند در دژ استرلینگ تاج‌گذاری کرده‌اند، که از جملهٔ آنان ماری ملکهٔ اسکاتلند، در ۱۵۴۲ است. قلعهٔ استرلینگ دست کم هشت بار مورد محاصره قرار گرفته که آخرین بار آن در سال ۱۷۴۶، در طول جنگ‌های استقلال اسکاتلند، هنگامی که شاهزاده چارلز ادوارد استوارت در تلاش برای گشودن قلعه ناکام ماند بوده‌است.
دژ استرلینگ یک «بنای باستانی برنامه‌ریزی‌شده» است، و در حال حاضر به‌عنوان یک جاذبهٔ توریستی توسط «اسکاتلند تاریخی» مدیریت می‌شود.

## نگارخانه

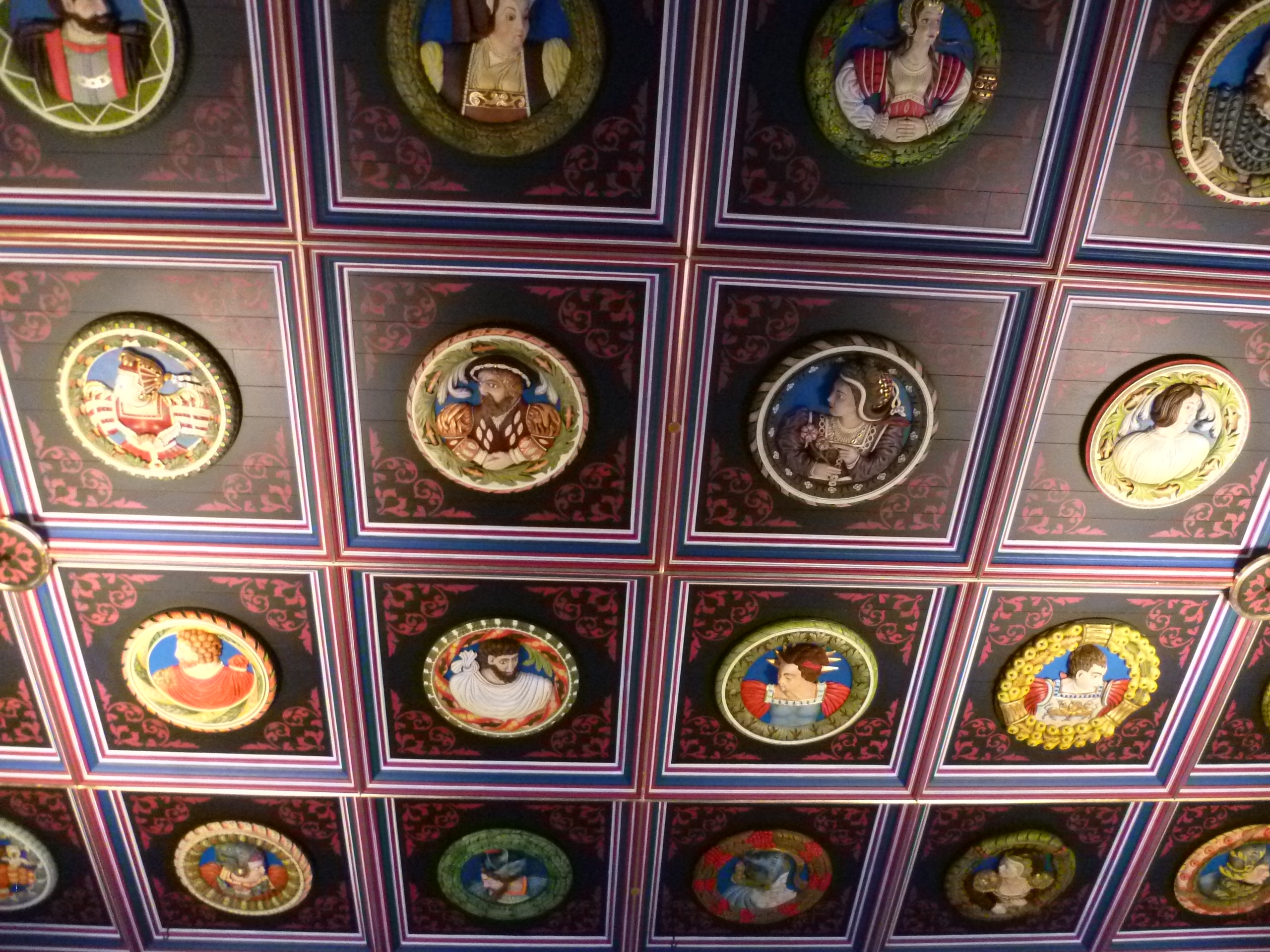
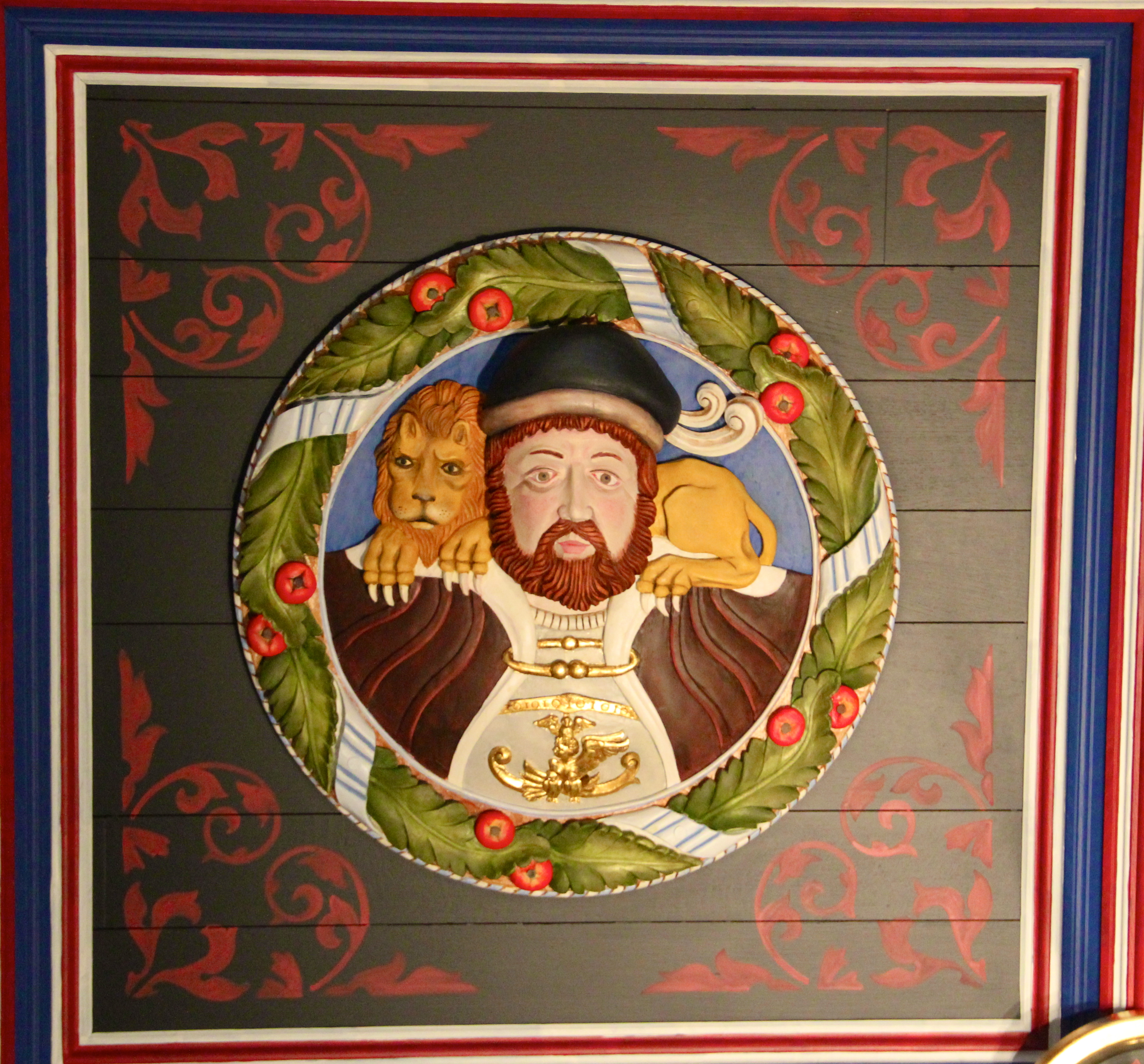
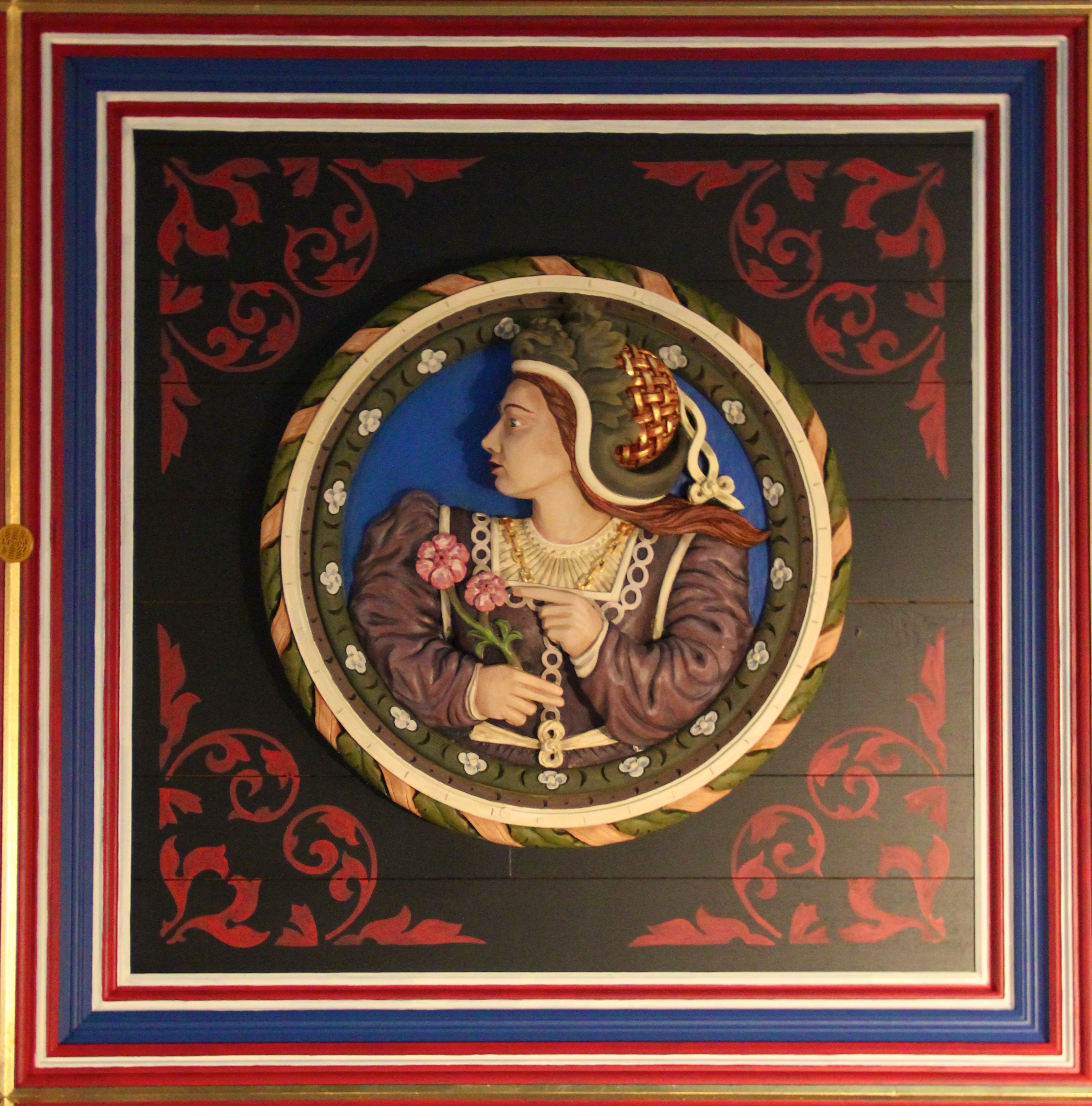
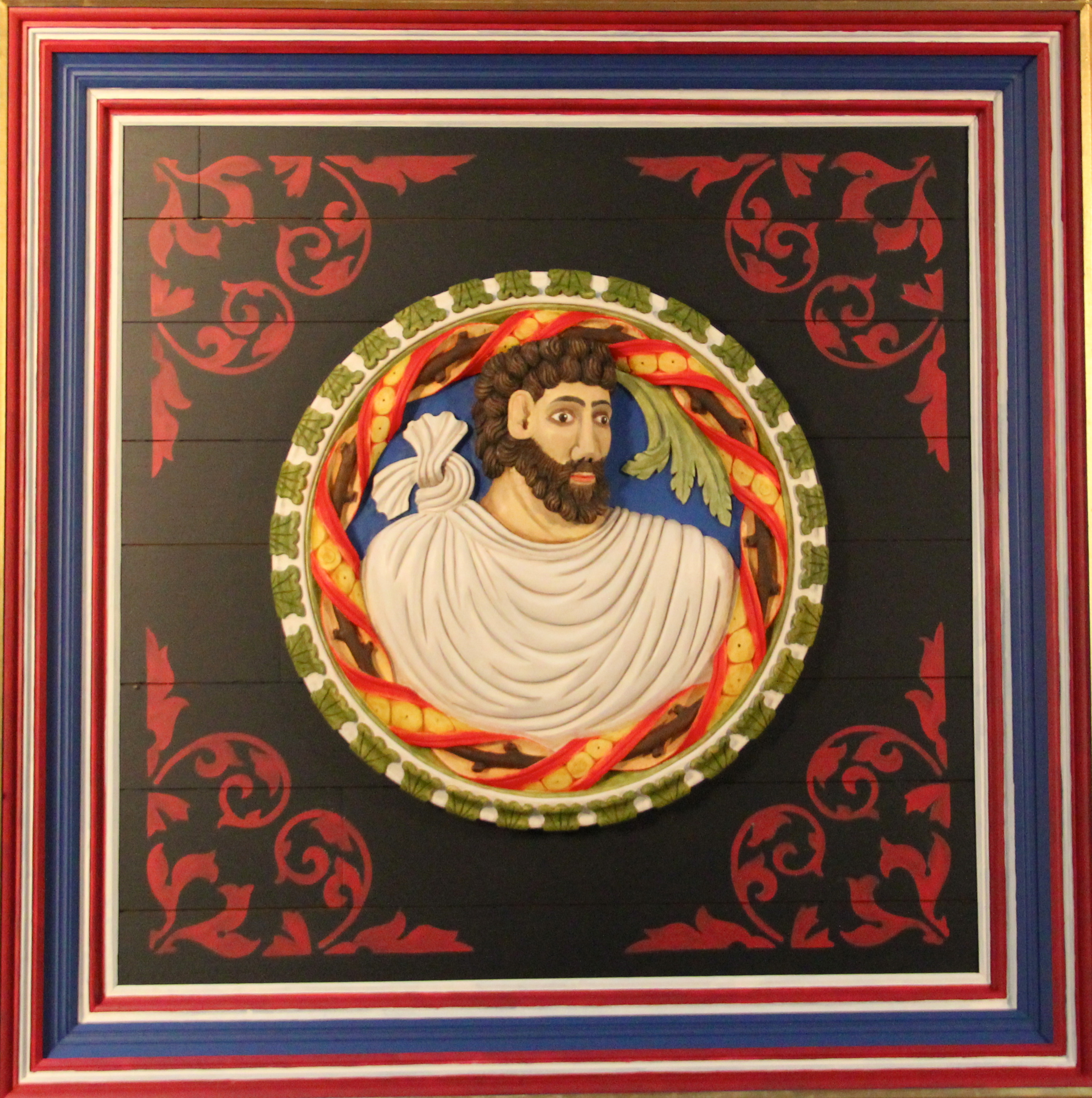
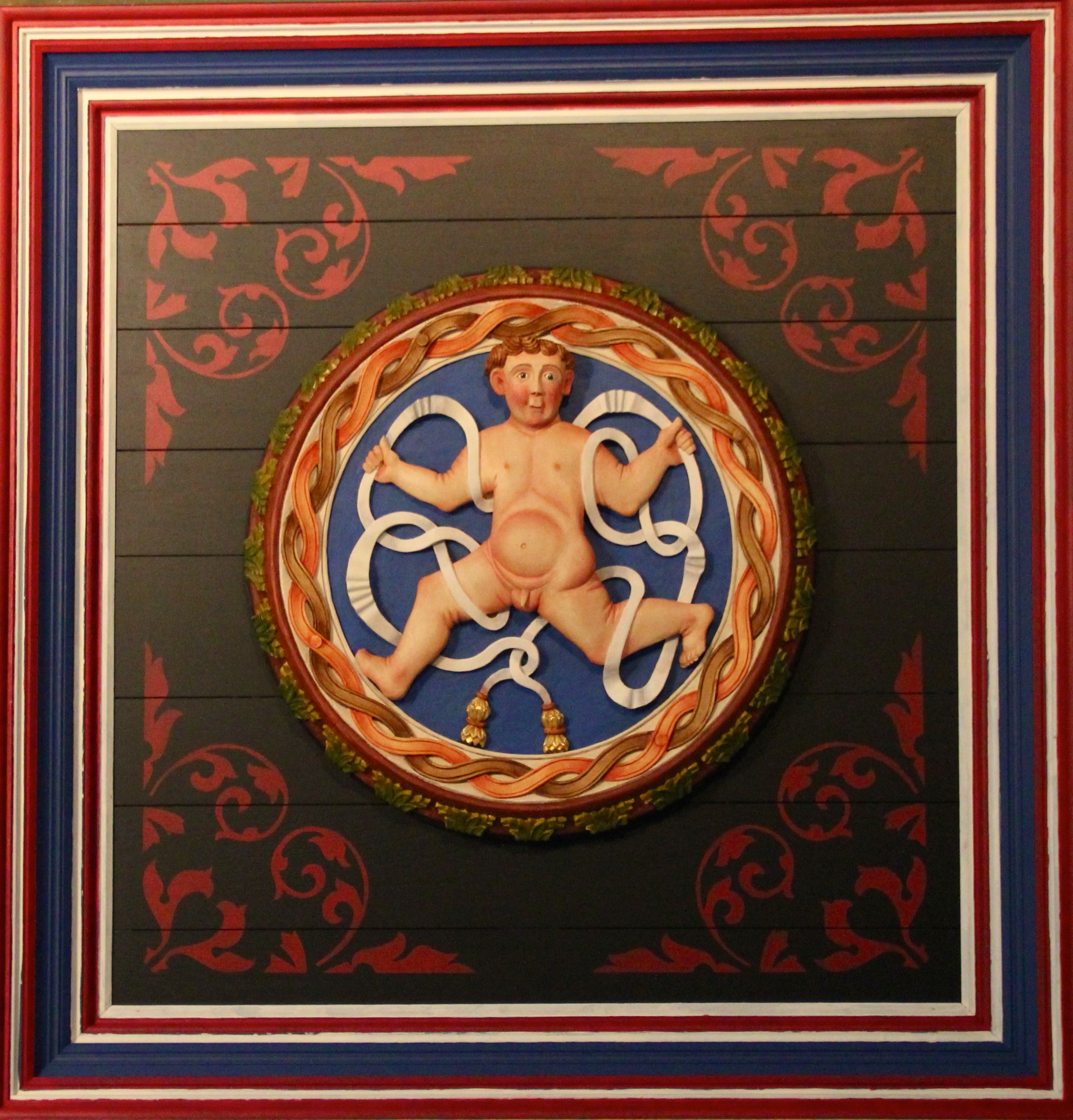
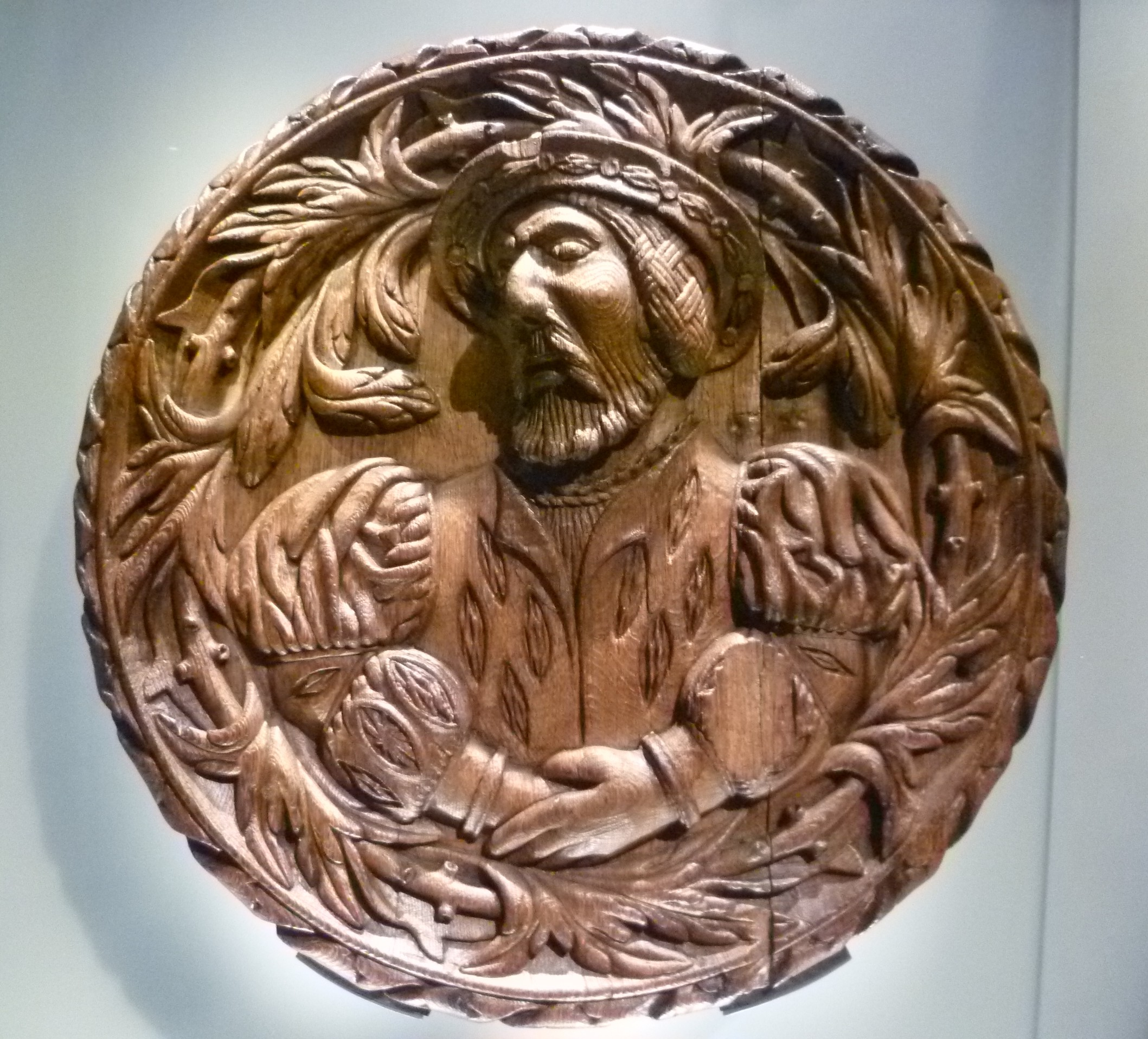